# Unikurd Web
Unikurd Web是一套由http://kurditgroup.org的公共字型，用以讓使用阿拉伯字母的庫爾德人可以利用阿拉伯字母來書寫庫爾德語。由於庫爾德語用了某些獨有的字母，使一般的阿拉伯字母字型都未必可以符合庫爾德語的用途。現時除了Unikurd Web以外，就只有微軟開發的Tahoma對庫爾德語完全支援。

## 外部連結
- 下載Unikurd Web （页面存档备份，存于）（Kurditgroup）
- 另一個下載點 （页面存档备份，存于）